# Hannah Adams
Hannah Adams (2 de octubre de 1755-15 de diciembre de 1831) fue la primera mujer estadounidense que trabajó profesionalmente como escritora. Escribió principalmente sobre religión comparada e historia temprana de los Estados Unidos.

## Biografía
Hannah Adams nació el 2 de octubre de 1755 en Medfield, Massachusetts. Fue la segunda de los cinco hijos del matrimonio formado por Thomas Adams y Elizabeth Clark. Nacida en «humilde oscuridad» en un remoto pueblo rural, en parte autodidacta, vivió en una época en que una mujer docta en Nueva Inglaterra era una rareza. Sufriendo de mala salud, a menudo pobre y obligada a recurrir a diversas ocupaciones para conseguir el sustento, luchó obstinadamente por estudiar y ampliar sus conocimientos. Su padre, educado en el Harvard College, tenía una pequeña tienda en el campo, que se ocupaba, entre otras cosas, de libros. También hospedaba a unos estudiantes de teología, de quienes Adams aprendió el dominio del griego y el latín, materias de las que más adelante impartiría clases.
Su primer trabajo, A View of Religion, fue publicado en 1784 y después una segunda edición ampliada en 1791. La remuneración que obtuvo por esta obra no solo la colocó en una situación cómoda, sino que también le permitió pagar las deudas que contrajo durante su enfermedad y la de su hermana, además pudo prestar una pequeña suma y recibir intereses por el préstamo. Publicó A Summary History of New England en 1799, que relata la historia desde el establecimiento en Plymouth hasta la adopción de la Constitución Federal. Mientras reunía material para este trabajo entre manuscritos antiguos, se dañó seriamente la vista y tuvo que emplear un amanuense para preparar la copia para los impresores. Su trabajo más elaborado, The History of the Jews, cuya narración inicia desde la destrucción de Jerusalén, fue reimpreso en Londres en 1818, a expensas y en beneficio de la Sociedad de Londres para Promover el Cristianismo entre los Judíos.
Comenzó a escribir una autobiografía, que fue publicada después de su muerte ocurrida el 15 de diciembre de 1831, por Hannah Farnham Sawyer Lee. Durante los últimos años de su vida disfrutó de una cómoda anualidad recaudada por sus amigos.

## Obra
Entre sus obras se encuentran:
- View of Religious Opinions (1784)

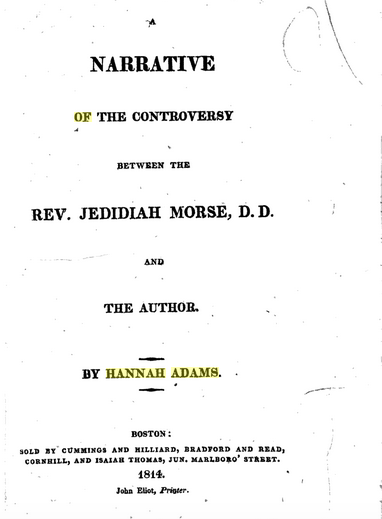

- A Summary History of New England (1799)
- Evidences of Christianity (1801)
- The Truth and Excellence of the Christian Religion (1804)
- An Abridgment of the History of New-England: For the Use of Young Persons: Now Introduced into the Principal Schools in this Town (1807)
- History of the Jews (1812)[6]
- Controversy with Dr. Morse (1814) —Se refiere a una disputa legal que tuvo con Morse en 1801—[7]
- A Dictionary of All Religions and Religious Denominations (1817)[8]
- Letters on the Gospels (1824)[9]
- A Memoir of Miss Hannah Adams (1832)